# Nzulezo

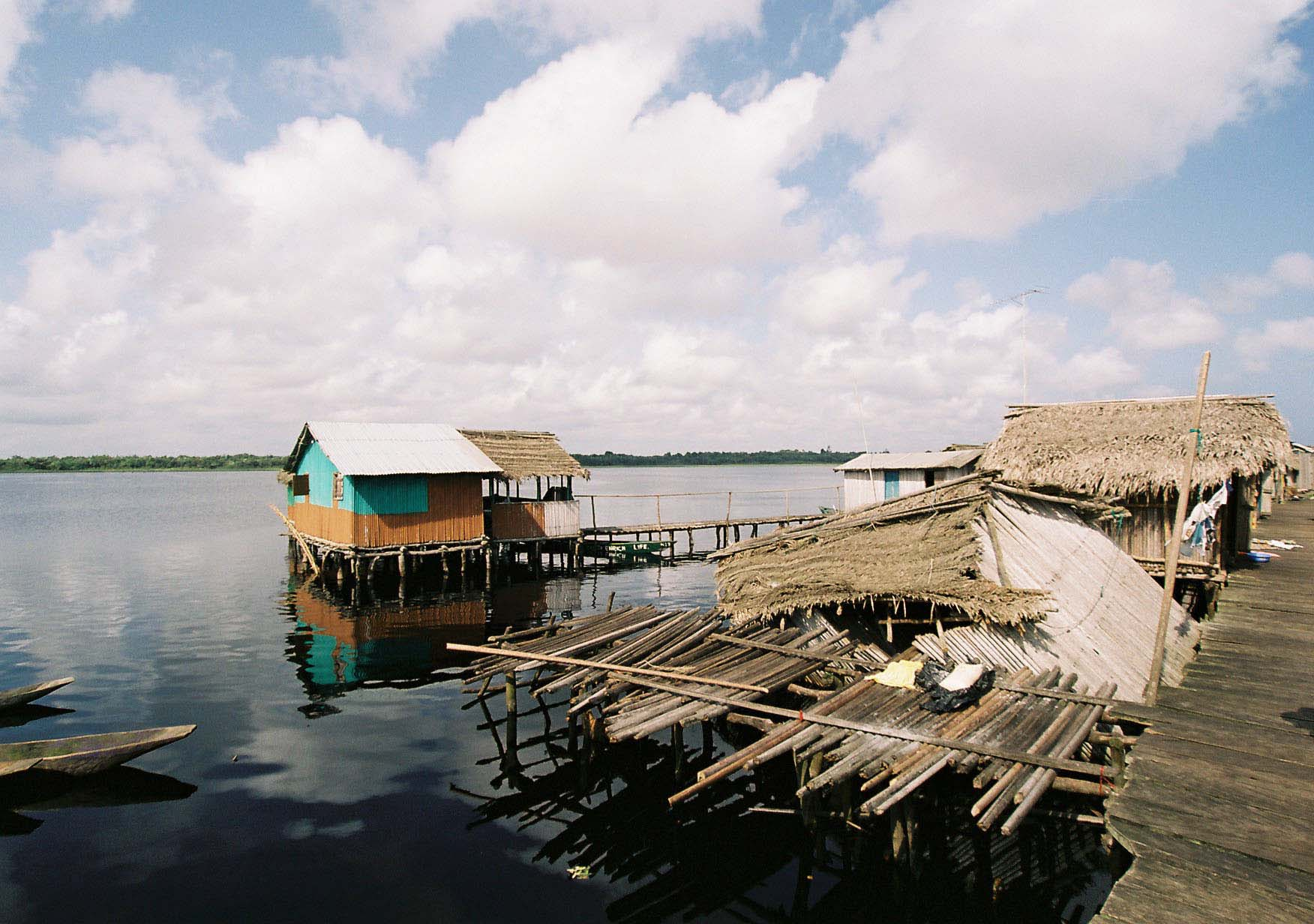
Nzulezo, village sur pilotis.

Nzulezo, aussi appelé Nzulezu, est un village sur pilotis du Ghana. C'est un haut lieu du tourisme. Le 17 janvier 2000, le site est soumis à l'UNESCO pour devenir patrimoine mondial. Il est donc inscrit sur la liste de tentative d'entrée selon les critères (i), (ii) et (v) dans la catégorie « culturel ».